# Comitatul Washburn, Wisconsin

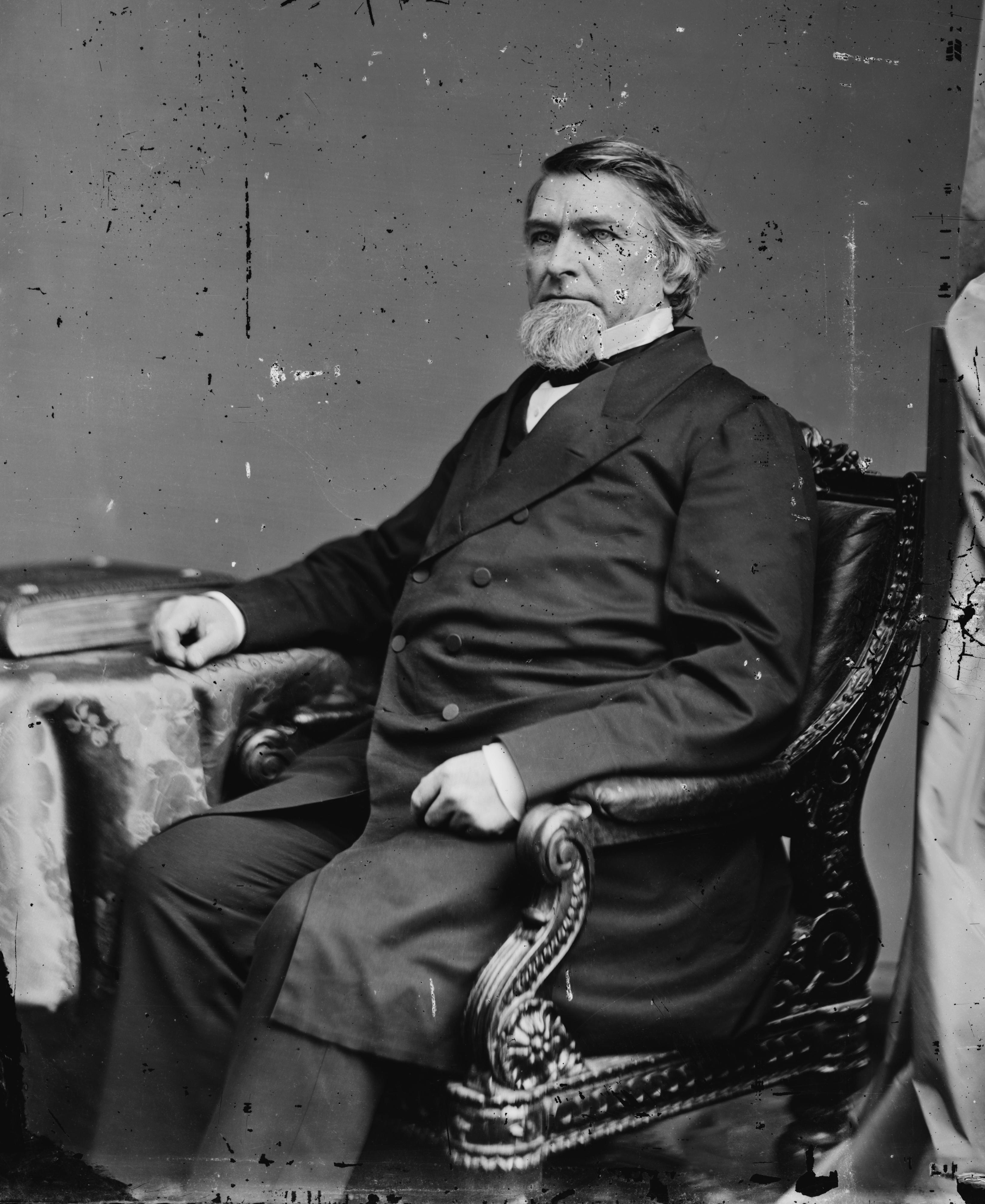
Cadwallader Colden Washburn - după care comitatul a fost denumit - a fost un om de afaceri și politician, guvernator al statului.

Comitatul Washburn este situat  în statul Wisconsin din Statele Unite. Sediul acestuia este Shell Lake. Conform recensământului din anul 2000, populația sa a fost 16.036 de locuitori.

## Demografie
|  | Graficele sunt indisponibile din cauza unor probleme tehnice. Mai multe informații se găsesc la Phabricator și la wiki-ul MediaWiki. |

Date: Wikidata - grafică realizată de Wikipedia